# Čikla (Bela) fosilen plaz
Čikla (fosilen plaz) je v Karavankah, v Podbelščici, nižje od zelenice (psevdovrtače) Vrtača, večinoma pod, a tudi nad tamkajšnjo gozdno cesto, nad izvirom potoka Čikla, približno 100 do 450 m zahodno od Olipove planine, nad podorom Čikla, na nadmorski višini približno 1150 do 1270 m. Fosilen plaz je ostanek plazenj, rušitve in porušitve hriba Čikla. Na veliki površini fosilnega plaza je (ponekod tudi debelo) nasutje drobirskega toka - grušča, ki ga je prinesel hudournik po grapi z Belščice, verjetno v več nasutjih.